# Amt Brüssow (Uckermark)
Het Amt Brüssow (Uckermark)  is een samenwerkingsverband van vijf gemeenten in het Landkreis Uckermark in de Duitse deelstaat Brandenburg. Het amt telt 4.416 inwoners. Het bestuurscentrum is gevestigd in de stad Brüssow.

## Gemeenten
Het amt omvat de volgende gemeenten:
1. Brüssow (stad) (2.302)
2. Carmzow-Wallmow (719)
3. Göritz (837)
4. Schenkenberg (647)
5. Schönfeld (723)